# Уртадо, Иван
Иван Хасинто Уртадо Ангуло (исп. Iván Jacinto Hurtado Angulo; род. 16 августа 1974[…], Эсмеральдас) — эквадорский футболист, защитник. Выступал за сборную Эквадора, занимал пост капитана команды. Рекордсмен Эквадора по количеству матчей за сборную — 168, рекордсмен чемпионатов мира по количеству матчей, сыгранных в квалификационных турнирах — 73.

## Карьера
Начал карьеру в родном городе в клубе «Эсмеральдас Петролеро» в 16 лет. Через год перешёл в один из самых знаменитых клубов Эквадора «Эмелек». С ним завоевал два чемпионских титула за два сезона. Одно из чемпионств сам принёс своему клубу, забив в решающем матче победный мяч ударом со штрафного.
Высокий уровень его игры заметили скауты мексиканских клубов и Уртадо перешёл в клуб «Атлетико Селайя». После чемпионата мира в Германии игрой Уртадо заинтересовались некоторые английские и испанские клубы, такие как «Уиган» и «Вильяреал». Но конкретных предложений так и не поступило, поэтому он провёл ещё 6 месяцев в «Аль-Араби» и перешёл в колумбийский клуб «Атлетико Насьональ». В середине 2009 года Уртадо возвращается в клуб «Депортиво Кито» на оставшуюся часть сезона.

## Достижения
- Чемпион Эквадора: 1993, 1994
- Чемпион Колумбии: Ап. 2007, Фин. 2007
- Обладатель Канадского Кубка: 1999